# Effectif des équipes à la Coupe d'Afrique des nations de football 2006
Effectifs des nations qualifiées à la Coupe d'Afrique des nations de football 2006 (23 joueurs par équipe).

## Équipes du groupe A

### Égypte
| N°                 | Nom                   | Club                            |
| Gardiens de but    |                       |                                 |
| 1                  | Essam El-Hadary       | Al Ahly SC                      |
| 16                 | Abdelwahed El-Sayed   | Zamalek SC                      |
| 23                 | Mohamed Moncef        | Zamalek SC                      |
| Défenseurs         |                       |                                 |
| 2                  | Ahmed El-Sayed        | Al Ahly SC                      |
| 20                 | Wael Gomaa            | Al Ahly SC                      |
| 3                  | Mohamed Abdelwahab    | Al Ahly SC                      |
| 4                  | Ibrahim Said          | Zamalek SC                      |
| 13                 | Tarek El-Sayed        | Zamalek SC                      |
| 7                  | Ahmed Fathi           | Ismaily SC                      |
| 5                  | Abdul-Zaher Al-Saka   | Konyaspor ( Turquie)            |
| Milieux de terrain |                       |                                 |
| 11                 | Mohamed Shawky        | Al Ahly SC                      |
| 12                 | Mohamed Barakat       | Al Ahly SC                      |
| 22                 | Mohamed Abou-Terika   | Al Ahly SC                      |
| 6                  | Hassan Mostafa        | Al Ahly SC                      |
| 17                 | Ahmed Hassan          | Beşiktaş ( Turquie)             |
| 8                  | Moataz Eno            | Zamalek SC                      |
| 21                 | Ahmed Eid Abdul-Malek | Sawahel                         |
| 18                 | Samir Sabri           | ENPPI Club                      |
| Attaquants         |                       |                                 |
| 15                 | Ahmed « Mido » Hossam | Tottenham Hotspur ( Angleterre) |
| 10                 | Emad Moteab           | Al Ahly SC                      |
| 14                 | Abdel-Halim Ali       | Zamalek SC                      |
| 9                  | Hossam Hassan         | Al-Masry Club                   |
| 19                 | Amr Zaki              | ENPPI Club                      |

- Hosni Abd-Rabou (RC Strasbourg,  France) blessé avant le début de la compétition a été remplacé par Moataz Eno
- Osama Hosni (Al Ahly SC) blessé avant le début de la compétition a été remplacé par Samir Sabri.

### Maroc
| N°                 | Nom                  | Club                            |
| Gardiens de but    |                      |                                 |
| 1                  | Tarik El Jarmouni    | FAR de Rabat                    |
| 12                 | Mustapha Chadili     | Moghreb de Tétouan              |
| 22                 | Nadir Lamyaghri      | Wydad de Casablanca             |
| Défenseurs         |                      |                                 |
| 6                  | Noureddine Naybet    | Tottenham Hotspur ( Angleterre) |
| 5                  | Talal El Karkouri    | Charlton ( Angleterre)          |
| 4                  | Abdeslam Ouaddou     | Stade rennais ( France)         |
| 8                  | El Houssein Ouchella | FAR de Rabat                    |
| 2                  | Oualid Regragui      | Racing Santander ( Espagne)     |
| 21                 | Badr El Kaddouri     | Dynamo Kiev ( Ukraine)          |
| 3                  | Noureddine Kacemi    | Grenoble Foot 38 ( France)      |
| Milieux de terrain |                      |                                 |
| 15                 | Youssef Safri        | Norwich City ( Angleterre)      |
| 13                 | Houssine Kharja      | AS Rome ( Italie)               |
| 14                 | Hafid Abdessadak     | FAR de Rabat                    |
| 18                 | Youssef Chippo       | Al Wakrah Club ( Qatar)         |
| 10                 | Mohamed Madihi       | Wydad de Casablanca             |
| 16                 | Elamine Erbate       | Qatar SC ( Qatar)               |
| Attaquants         |                      |                                 |
| 11                 | Moha                 | Osasuna Pampelune ( Espagne)    |
| 7                  | Jawad Zaïri          | FC Sochaux ( France)            |
| 17                 | Marouane Chamakh     | Girondins de Bordeaux ( France) |
| 9                  | Karim Hammouti       | Ajax Amsterdam ( Pays-Bas)      |
| 19                 | Hicham Aboucherouane | Lille OSC ( France)             |
| 23                 | Mohamed Armoumen     | Al Kuwait Kaifan ( Koweït)      |
| 20                 | Youssouf Hadji       | Stade rennais ( France)         |

### Côte d'Ivoire
| N°                 | Nom                 | Club                             |
| Gardiens de but    |                     |                                  |
| 1                  | Jean-Jacques Tizié  | Espérance de Tunis ( Tunisie)    |
| 16                 | Gérard Gnanhouan    | Montpellier HSC ( France)        |
| 23                 | Boubacar Barry Copa | KSK Beveren ( Belgique)          |
| Défenseurs         |                     |                                  |
| 17                 | Cyril Domoraud      | US Créteil-Lusitanos ( France)   |
| 6                  | Blaise Kouassi      | ES Troyes AC ( France)           |
| 12                 | Abdoulaye Meïté     | Olympique de Marseille ( France) |
| 3                  | Arthur Boka         | RC Strasbourg ( France)          |
| 4                  | Abib Kolo-Touré     | Arsenal ( Angleterre)            |
| 21                 | Emmanuel Eboué      | Arsenal ( Angleterre)            |
| 13                 | Marc-André Zoro     | FC Messine ( Italie)             |
| Milieux de terrain |                     |                                  |
| 18                 | Siaka Tiéné         | AS Saint-Étienne ( France)       |
| 5                  | Didier Zokora       | AS Saint-Étienne ( France)       |
| 7                  | Emerse Faé          | FC Nantes ( France)              |
| 10                 | Gilles Yapi-Yapo    | FC Nantes ( France)              |
| 2                  | Kanga Akalé         | AJ Auxerre ( France)             |
| 22                 | Romaric N'Dri Koffi | Le Mans UC 72 ( France)          |
| 20                 | Guy Demel           | Hambourg SV ( Allemagne)         |
| 19                 | Gnegneri Yaya Toure | Olympiakos ( Grèce)              |
| Attaquants         |                     |                                  |
| 15                 | Aruna Dindane       | Racing Club de Lens ( France)    |
| 14                 | Bakari Koné         | OGC Nice ( France)               |
| 11                 | Didier Drogba       | Chelsea ( Angleterre)            |
| 9                  | Arouna Koné         | PSV Eindhoven ( Pays-Bas)        |
| 8                  | Bonaventure Kalou   | Paris Saint-Germain ( France)    |

### Libye
| N°                 | Nom                | Club                             |
| Gardiens de but    |                    |                                  |
| 12                 | Luis de Agustini   | Liverpool Fútbol Club ( Uruguay) |
| 21                 | Meftah Ghazalla    | Al Ittihad Tripoli               |
| 1                  | Samir Aboud        | Al Ittihad Tripoli               |
| Défenseurs         |                    |                                  |
| 5                  | Younes El-Shebani  | Al Olympic Zaouia                |
| 13                 | Essam Ragab        | Al Olympic Zaouia                |
| 2                  | Walid Osman        | Al Ittihad Tripoli               |
| 18                 | Osama Hamady       | Al Ittihad Tripoli               |
| 3                  | Naji Shushan       | Al Ittihad Tripoli               |
| 17                 | Mahmoud Makhlouf   | Al Ittihad Tripoli               |
| 4                  | Omar Daoud         | JS Kabylie ( Algérie)            |
| 22                 | Mady El-Ftouri     | Al Hilal Benghazi                |
| Milieux de terrain |                    |                                  |
| 7                  | Jehad Muntasser    | US Triestina ( Italie)           |
| 23                 | Nasser Saleel      | Al Ittihad Tripoli               |
| 6                  | Marei El-Ramli     | Al Ittihad Tripoli               |
| 19                 | Abdessalam Khamies | Al Olympic Zaouia                |
| 16                 | Nader Al Tarhoni   | Al-Sailiya ( Qatar)              |
| 8                  | Khaled Hussien     | Al Nasr Benghazi                 |
| 14                 | Tarik El Taib      | Gaziantepspor ( Turquie)         |
| 10                 | Ahmed Saad         | Al Ahly Tripoli                  |
| Attaquants         |                    |                                  |
| 20                 | Salem Rewani       | Al Ittihad Tripoli               |
| 15                 | Nader Karra        | Al Ittihad Tripoli               |
| 11                 | Osama El Fazani    | Al Ahly Tripoli                  |
| 9                  | Zuway Ahmed        | Al Ahly Benghazi                 |

## Équipes du groupe B

### Cameroun
| N°                 | Nom                  | Club                                      |
| Gardiens de but    |                      |                                           |
| 1                  | Carlos Idriss Kameni | Espanyol Barcelone ( Espagne)             |
| 17                 | Pierre Ebede Owono   | Panathinaïkos ( Grèce)                    |
| 16                 | Souleymanou Hamidou  | Denizlispor ( Turquie)                    |
| Défenseurs         |                      |                                           |
| 3                  | Benoît Angbwa        | Deportivo Alavés ( Espagne)               |
| 3                  | Timothée Atouba      | Hambourg SV ( Allemagne)                  |
| 12                 | Armand Deumi         | FC Thoune ( Suisse)                       |
| 5                  | Raymond Kalla        | Sivasspor ( Turquie)                      |
| 4                  | Rigobert Song        | Galatasaray ( Turquie)                    |
| 2                  | Jean-Hugues Ateba    | Paris Saint-Germain ( France)             |
| 23                 | André Bikey          | MFK Lokomotiv ( Russie)                   |
| Milieux de terrain |                      |                                           |
| 8                  | Geremi Njitap        | Chelsea ( Angleterre)                     |
| 11                 | Jean II Makoun       | Lille OSC ( France)                       |
| 10                 | Achille Emana        | Toulouse Football Club ( France)          |
| 7                  | Daniel Ngom Kome     | Real Murcie ( Espagne)                    |
| 20                 | Salomon Olembe       | Al Rayyan Club ( Qatar)                   |
| 14                 | Alioum Saidou        | Galatasaray ( Turquie)                    |
| 19                 | Éric Djemba Djemba   | Aston Villa ( Angleterre)                 |
| Attaquants         |                      |                                           |
| 18                 | Roudolphe Douala     | Sporting Portugal ( Portugal)             |
| 9                  | Samuel Eto'o         | FC Barcelone(Espagne)                     |
| 13                 | Guy Feutchine        | Panathinaïkos ( Grèce)                    |
| 22                 | Albert Meyong Ze     | CF Belenenses ( Portugal)                 |
| 21                 | Pierre Boya          | Partizan Belgrade ( Serbie-et-Monténégro) |
| 15                 | Achille Webo         | Osasuna Pampelune ( Espagne)              |

### RD Congo
| N°                 | Nom                            | Club                              |
| Gardiens de but    |                                |                                   |
| 1                  | Pascal Kalemba Lukoki          | AS Vita Club                      |
| 23                 | Francis Chansa                 | Orlando Pirates ( Afrique du Sud) |
| 16                 | Dikete Tampungu                | Bush Bucks FC ( Afrique du Sud)   |
| Défenseurs         |                                |                                   |
| 3                  | Belmond Nsumbu Dituabanza      | AS Vita Club                      |
| 18                 | Gladys Bokese                  | DC Motema Pembe                   |
| 4                  | Tshiolola Tshinyama            | Ajax Cape Town ( Afrique du Sud)  |
| 2                  | Cyrille Mubiala Kitambala      | Ajax Cape Town ( Afrique du Sud)  |
| 20                 | Félicien Kabundi Tshiamalenga  | TP Mazembe                        |
| 13                 | Nono Lubanzadio Mayasisilua    | TP Mazembe                        |
| 21                 | Kasongo Ngandu                 | TP Mazembe                        |
| 15                 | Hérita Ilunga                  | AS Saint-Étienne ( France)        |
| 19                 | Jean-Paul Kamudimba            | Grimsby Town ( Angleterre)        |
| Milieux de terrain |                                |                                   |
| 11                 | Marcel Mbayo Kibemba           | Sakaryaspor ( Turquie)            |
| 6                  | Albert Milambo Mutumba         | Le Havre AC ( France)             |
| 14                 | Ilongo Ngansania « Saddam »    | DC Motema Pembe                   |
| 10                 | Pitshou Zola Matumona « Room » | AS Vita Club                      |
| 8                  | Trésor Mputu Mabi              | TP Mazembe                        |
| 7                  | Christian Kinkela              | Amiens SC ( France)               |
| 12                 | Franck Matingou                | SC Bastia ( France)               |
| Attaquants         |                                |                                   |
| 9                  | Lomana Lua-Lua                 | Portsmouth ( Angleterre)          |
| 17                 | Blaise Lelo Mbele              | Orlando Pirates ( Afrique du Sud) |
| 22                 | Musasa Kabamba                 | İstanbulspor Turquie              |
| 5                  | Mbala Mbuta « Biscotte »       | Yverdon-Sport FC ( Suisse)        |

### Angola
| N°                 | Nom                         | Club                                      |
| Gardiens de but    |                             |                                           |
| 22                 | Goliath Matumona Lundala    | Sagrada Esperança                         |
| 1                  | João Ricardo                | sans club                                 |
| 12                 | Luis Lama                   | Petro Luanda                              |
| Défenseurs         |                             |                                           |
| 21                 | Luis Delgado                | Primeiro de Agosto                        |
| 2                  | Pereira Jacinto             | AS Aviação                                |
| 3                  | Jamba                       | AS Aviação                                |
| 5                  | Carlos Alonso Kali          | CD Santa Clara ( Portugal)                |
| 4                  | Antonio Lebo Lebo           | Sagrada Esperança                         |
| 20                 | Loco                        | Benfica Luanda                            |
| 23                 | Marco Abreu                 | SC Portimonense ( Portugal)               |
| Milieux de terrain |                             |                                           |
| 8                  | Andre                       | Al Kuwait Kaifan ( Koweït)                |
| 13                 | Nobre Edson                 | Paços de Ferreira ( Portugal)             |
| 7                  | Paulo Figueiredo            | Varzim ( Portugal)                        |
| 11                 | Johnson Macaba              | Portuguesa de Desportos ()                |
| 14                 | Antonio Mendonça            | Varzim ( Portugal)                        |
| 6                  | Marcos Joaquim Miloy        | InterClube                                |
| 17                 | Baptista Nsimba Ze Kalanga  | Petro Luanda                              |
| Attaquants         |                             |                                           |
| 10                 | Fabrice Akwa                | Al Wakrah Club ()                         |
| 19                 | André « Titi » Buengo       | Clermont Foot ( France)                   |
| 16                 | Flavio Amado                | Al Ahly SC ()                             |
| 18                 | Arsenio Sebastiao Cabungula | AS Aviação                                |
| 9                  | Pedro Mantorras             | Benfica ( Portugal)                       |
| 15                 | Norberto Maurito            | Al Wahda Abu Dhabi ( Émirats arabes unis) |

- Gilberto (Al Ahly SC,  Égypte) blessé avant le début de la compétition a été remplacé par Johnson Macaba

### Togo
| N°                 | Nom                 | Club                                    |
| Gardiens de but    |                     |                                         |
| 16                 | Kossi Agassa        | FC Metz ( France)                       |
| 22                 | Safiou Salifou      | Dynamic Togolais                        |
| 1                  | Nimini Tchagnirou   | Djoliba AC ( Mali)                      |
| Défenseurs         |                     |                                         |
| 3                  | Jean-Paul Abalo     | USL Dunkerque ( France)                 |
| 21                 | Zanzan Atte-Oudeyi  | KSC Lokeren ( Belgique)                 |
| 2                  | Daré Nibomdé        | RAEC Mons ( Belgique)                   |
| 12                 | Éric Akoto          | Admira ( Autriche)                      |
| 13                 | Emmanuel Mathias    | Espérance de Tunis ( Tunisie)           |
| 8                  | Gafar Mamah         | FC 105 Libreville ( Gabon)              |
| 5                  | Massamesso Tchangaï | FC Sporting Benevento ( Italie)         |
| 20                 | Ludovic Assémoassa  | Real Murcie ( Espagne)                  |
| Milieux de terrain |                     |                                         |
| 6                  | Yao Aziawonou       | BSC Young Boys ( Suisse)                |
| 18                 | Yao Junior Sènaya   | SC YF Juventus ( Suisse)                |
| 10                 | Mamam Cherif Touré  | FC Metz ( France)                       |
| 7                  | Moustapha Salifou   | Stade Brestois ( France)                |
| 14                 | Adékambi Olufadé    | Al-Sailiya ( Qatar)                     |
| 15                 | Alaixys Romao       | Club Sportif Louhans-Cuiseaux ( France) |
| 23                 | Gouyazou Kassim     | AS Douanes                              |
| Attaquants         |                     |                                         |
| 17                 | Abdelkader Coubadja | FC Sochaux ( France)                    |
| 4                  | Emmanuel Adebayor   | Arsenal ( Angleterre)                   |
| 9                  | Mickaël Dogbé       | Bani Yas ( Émirats arabes unis)         |
| 19                 | Alirou Audu         | AS Douanes                              |
| 11                 | Sherif Coubadja     | Concordia Ihrhove ( Allemagne)          |

## Équipes du groupe C

### Tunisie
| N°                 | Nom                | Club                                |
| Gardiens de but    |                    |                                     |
| 1                  | Ali Boumnijel      | Club africain                       |
| 16                 | Khaled Fadhel      | Erciyesspor ( Turquie)              |
| 22                 | Hamdi Kasraoui     | Espérance de Tunis                  |
| Défenseurs         |                    |                                     |
| 6                  | Hatem Trabelsi     | Ajax Amsterdam ( Pays-Bas)          |
| 15                 | Radhi Jaïdi        | Bolton Wanderers ( Angleterre)      |
| 19                 | Anis Ayari         | Samsunspor ( Turquie)               |
| 21                 | Amir Haj Massaoud  | CS Sfax                             |
| 2                  | Issam Merdassi     | CS Sfax                             |
| 3                  | Karim Haggui       | RC Strasbourg ( France)             |
| 20                 | José Clayton       | Al Sadd Doha ( Qatar)               |
| Milieux de terrain |                    |                                     |
| 7                  | Chaouki Ben Saada  | SC Bastia ( France)                 |
| 14                 | Adel Chedli        | FC Nuremberg ( Allemagne)           |
| 10                 | Kaïs Ghodhbane     | Samsunspor ( Turquie)               |
| 4                  | Sofiène Melliti    | Vorskla-Naftogaz Poltava ( Ukraine) |
| 12                 | Jawhar Mnari       | FC Nuremberg ( Allemagne)           |
| 18                 | Selim Benachour    | Vitoria Guimarães ( Portugal)       |
| 13                 | Riadh Bouazizi     | Kayserispor ( Turquie)              |
| 8                  | Hamed Namouchi     | Glasgow Rangers ( Écosse)           |
| Attaquants         |                    |                                     |
| 23                 | Amine Eltaif       | Espérance de Tunis                  |
| 5                  | Ziad Jaziri        | ES Troyes AC ( France)              |
| 9                  | Haikel Gmamdia     | RC Strasbourg ( France)             |
| 17                 | Issam Jemâa        | RC Lens ( France)                   |
| 11                 | Francileudo Santos | Toulouse FC ( France)               |

- Karim Saïdi (Feyenoord Rotterdam,  Pays-Bas) blessé avant le début de la compétition a été remplacé par Amir Haj Massaoud.

### Afrique du Sud
| N°                 | Nom                | Club                           |
| Gardiens de but    |                    |                                |
| 16                 | Moeneeb Josephs    | Ajax Cape Town                 |
| 1                  | Calvin Marlin      | Supersport United              |
| 22                 | Avril Phadi        | Jomo Cosmos                    |
| Défenseurs         |                    |                                |
| 6                  | Siboniso Gaxa      | Supersport United              |
| 13                 | Pierre Issa        | OFI Crète ( Grèce)             |
| 4                  | Ricardo Katza      | Supersport United              |
| 5                  | Mbulelo Mabizela   | Vålerenga Fotball ( Norvège)   |
| 19                 | Tsepo Masilela     | Premier United                 |
| 21                 | Vuyo Mere          | Mamelodi Sundowns              |
| 2                  | Jimmy Tau          | Kaizer Chiefs                  |
| Milieux de terrain |                    |                                |
| 8                  | Mlungisi Gumbi     | Lamontville Golden Arrows      |
| 12                 | Joseph Makhanya    | Orlando Pirates                |
| 20                 | Siyabonga Nkosi    | Bloemfontein Celtic            |
| 3                  | Daniel Tshabalala  | Orlando Pirates                |
| 7                  | Siphiwe Tshabalala | Free State Stars               |
| 11                 | Elrio Van Heerden  | FC Copenhague ( Danemark)      |
| 10                 | Benedict Vilakazi  | Orlando Pirates                |
| Attaquants         |                    |                                |
| 17                 | Benni McCarthy     | FC Porto ( Portugal)           |
| 23                 | Lebohang Mokoena   | Orlando Pirates                |
| 18                 | Katlego Mphela     | Supersport United              |
| 9                  | Nkosinathi Nhleko  | Viking Stavanger ( Norvège)    |
| 14                 | Siyabonga Nomvete  | Orlando Pirates                |
| 15                 | Sibusiso Zuma      | Arminia Bielefeld ( Allemagne) |

### Zambie
| N°                 | Nom                 | Club                                        |
| Gardiens de but    |                     |                                             |
| 16                 | George Kolola       | Zanaco FC                                   |
| 1                  | Kennedy Mweene      | Free State Stars ( Afrique du Sud)          |
| Défenseurs         |                     |                                             |
| 19                 | Clive Hachilensa    | Free State Stars ( Afrique du Sud)          |
| 13                 | Misheck Lungu       | Primeiro de Agosto ( Angola)                |
| 4                  | Joseph Musonda      | Free State Stars ( Afrique du Sud)          |
| 18                 | Billy Mwanza        | Lamontville Golden Arrows ( Afrique du Sud) |
| 3                  | Kennedy Nkethani    | Zanaco FC                                   |
| 5                  | Elijah Tana         | Petro Luanda ( Angola)                      |
| 6                  | Mark Sinyangwe      | Green Buffaloes                             |
| Milieux de terrain |                     |                                             |
| 10                 | Ian Bakala          | Primeiro de Agosto ( Angola)                |
| 8                  | Isaac Chansa        | Orlando Pirates ( Afrique du Sud)           |
| 22                 | James Chamanga      | Bush Bucks ( Afrique du Sud)                |
| 21                 | Rainford Kalaba     | OGC Nice ( France)                          |
| 11                 | Christopher Katongo | Jomo Cosmos ( Afrique du Sud)               |
| 20                 | Felix Katongo       | Jomo Cosmos ( Afrique du Sud)               |
| 14                 | Numba Mumamba       | Zanaco FC                                   |
| 7                  | Clifford Mulenga    | Örgryte IS ( Suède)                         |
| 17                 | Andrew Sinkala      | FC Cologne ( Allemagne)                     |
| 23                 | Lameck Njovu        | Lusaka Dynamos                              |
| Attaquants         |                     |                                             |
| 12                 | Harry Milanzi       | Primeiro de Agosto ( Angola)                |
| 9                  | Collins Mbesuma     | Portsmouth ( Angleterre)                    |
| 15                 | Linos Chalwe        | Étoile du Sahel ( Tunisie)                  |
| 2                  | Adubelo Phiri       | Red Arrows                                  |

- Jacob Mulenga (LB Châteauroux,  France) initialement sélectionné a été remplacé par Lameck Njovu. La fédération de Zambie a été contrainte de payer une amende de 3 000 $ pour ce remplacement tardif.

### Guinée
| N°                 | Nom                   | Club                                       |
| Gardiens de but    |                       |                                            |
| 22                 | Kémoko Camara         | Hafia FC                                   |
| 1                  | Naby Diarso           | Satellite FC                               |
| 16                 | Aboubacar Bangoura    | Châteauneuf-sur-Sarthe ( France)           |
| Défenseurs         |                       |                                            |
| 5                  | Dianbobo Baldé        | Celtic Glasgow ( Écosse)                   |
| 3                  | Ibrahima Camara       | Parme AC ( Italie)                         |
| 12                 | Morlaye Cissé         | CS Sedan-Ardennes ( France)                |
| 7                  | Mamadou Alimou Diallo | KSC Lokeren ( Belgique)                    |
| 21                 | Daouda Jabi           | AC Ajaccio ( France)                       |
| 4                  | Mamadi Kaba           | FC Gueugnon ( France)                      |
| 15                 | Oumar Kalabane        | AJ Auxerre ( France)                       |
| Milieux de terrain |                       |                                            |
| 13                 | Ousmane Bangoura      | Sporting de Charleroi ( Belgique)          |
| 23                 | Sekouba Camara        | AS Kaloum                                  |
| 7                  | Fodé Mansaré          | Toulouse FC ( France)                      |
| 14                 | Ibrahima Souare       | Jura Sud Foot ( France)                    |
| 8                  | Kanfory Sylla         | Ethnikos ( Grèce)                          |
| 18                 | Mohammed Sylla        | Leicester City Football Club ( Angleterre) |
| 6                  | Pablo Thiam           | VfL Wolfsburg ( Allemagne)                 |
| Attaquants         |                       |                                            |
| 11                 | Ibrahima Bangoura     | ES Troyes AC ( France)                     |
| 10                 | Ismaël Bangoura       | Le Mans UC 72 ( France)                    |
| 9                  | Sambegou Bangoura     | Stoke City Football Club ( Angleterre)     |
| 19                 | Kaba Diawara          | AC Ajaccio ( France)                       |
| 2                  | Pascal Feindouno      | AS Saint-Étienne ( France)                 |
| 20                 | Ibrahima Yattara      | Trabzonspor ( Turquie)                     |

## Équipes du groupe D

### Zimbabwe
| N°                 | Nom                   | Club                                          |
| Gardiens de but    |                       |                                               |
| 1                  | Energy Murambadoro    | CAPS United                                   |
| 16                 | Tapuwa Kapini         | Highlanders FC                                |
| 23                 | Gift Muzadzi          | CAPS United                                   |
| Défenseurs         |                       |                                               |
| 21                 | James Matola          | Buymore                                       |
| 2                  | Herbert Dick          | Amazulu FC                                    |
| 6                  | Zvenyika Makonese     | Santos Cape Town ( Afrique du Sud)            |
| 14                 | George Mbwando        | Jahn Regensburg ( Allemagne)                  |
| 11                 | Charles Yohane        | Université du Witwatersrand ( Afrique du Sud) |
| 13                 | Cephas Chimedza       | KFC Germinal Beerschot Anvers ( Belgique)     |
| 4                  | Bekithemba Ndlovu     | Silver Stars ( Afrique du Sud)                |
| Milieux de terrain |                       |                                               |
| 20                 | Edelbert Dinha        | Orlando Pirates ( Afrique du Sud)             |
| 3                  | Esrom Nyandoro        | Mamelodi Sundowns ( Afrique du Sud)           |
| 8                  | Tinashe Nengomasha    | Kaizer Chiefs ( Afrique du Sud)               |
| 7                  | Joel Lupahla          | Supersport United ( Afrique du Sud)           |
| 19                 | Edzai Kasinauyo       | Moroka Swallows ( Afrique du Sud)             |
| 5                  | Francis Chandidia     | Buymore                                       |
| 22                 | Lloyd Chitembwe       | CAPS United                                   |
| 15                 | Ronald Sibanda        | Amazulu FC                                    |
| Attaquants         |                       |                                               |
| 9                  | Benjani Mwaruwari     | Portsmouth ( Angleterre)                      |
| 12                 | Peter Ndlovu          | Mamelodi Sundowns                             |
| 10                 | Shingirai Kawondera   | sans club                                     |
| 18                 | Brian Badza           | CAPS United                                   |
| 17                 | Gilbert Mushangazhike | Jiangsu Shuntian ( Chine)                     |

- Dumisani Mpofu (Bush Bucks,  Afrique du Sud) initialement sélectionné a été remplacé par Herbert Dick.

### Sénégal
| N°                 | Nom                    | Club                                       |
| Gardiens de but    |                        |                                            |
| 1                  | Tony Silva             | Lille OSC ( France)                        |
| 16                 | Pape Mamadou Diouf     | ASC Jeanne d'Arc                           |
| 22                 | Cheikh Tidiane N'Diaye | Stade rennais ( France)                    |
| Défenseurs         |                        |                                            |
| 17                 | Ferdinand Coly         | Parme AC ( Italie)                         |
| 13                 | Lamine Diatta          | Olympique lyonnais ( France)               |
| 5                  | Souleymane Diawara     | FC Sochaux ( France)                       |
| 21                 | Habib Beye             | Olympique de Marseille ( France)           |
| 2                  | Omar Daf               | FC Sochaux ( France)                       |
| 4                  | Pape Malickou Diakhaté | AS Nancy-Lorraine ( France)                |
| 3                  | Guirane N'Daw          | FC Sochaux ( France)                       |
| 18                 | Boukary Dramé          | Paris Saint-Germain ( France)              |
| Milieux de terrain |                        |                                            |
| 12                 | Amdy Moustapha Faye    | Newcastle United ( Angleterre)             |
| 20                 | Abdoulaye Diagne-Faye  | Bolton Wanderers ( Angleterre)             |
| 19                 | Papa Bouba Diop        | Fulham Football Club ( Angleterre)         |
| 23                 | Dino Djiba             | FC Metz ( France)                          |
| 10                 | Issa Ba                | LB Châteauroux ( France)                   |
| Attaquants         |                        |                                            |
| 15                 | Diomansy Kamara        | West Bromwich Albion ( Angleterre)         |
| 14                 | Frédéric Mendy         | AS Saint-Étienne ( France)                 |
| 6                  | Rahmane Barry          | FC Lorient ( France)                       |
| 11                 | El Hadji Diouf         | Bolton Wanderers ( Angleterre)             |
| 7                  | Henri Camara           | Wigan Athletic Football Club ( Angleterre) |
| 8                  | Mamadou Niang          | Olympique de Marseille ( France)           |
| 9                  | Souleymane Camara      | OGC Nice ( France)                         |

### Nigeria
| N°                 | Nom                  | Club                                |
| Gardiens de but    |                      |                                     |
| 23                 | Dele Aiyegnuba       | Enyimba FC                          |
| 12                 | Austin Ejide         | Étoile du Sahel ( Tunisie)          |
| 1                  | Vincent Enyeama      | Bnei Yehoudah ( Israël)             |
| Défenseurs         |                      |                                     |
| 6                  | Joseph Enakarhire    | Dynamo Moscou ( Russie)             |
| 21                 | Obinna Nwaneri       | Espérance de Tunis ( Tunisie)       |
| 5                  | Chidi Odiah          | CSKA Moscou ( Russie)               |
| 3                  | Taye Taiwo           | Olympique de Marseille ( France)    |
| 2                  | Joseph Yobo          | Everton Football Club ( Angleterre) |
| Milieux de terrain |                      |                                     |
| 13                 | Yussuf Ayila         | Dynamo Kiev ( Ukraine)              |
| 22                 | Sani Kaita           | Sparta Rotterdam ( Pays-Bas)        |
| 11                 | Garba Lawal          | Iraklis Salonique ( Grèce)          |
| 15                 | Paul Obiefule        | Viborg FF ( Danemark)               |
| 8                  | John Obi Mikel       | FC Lyn Oslo ( Norvège)              |
| 18                 | Christian Obodo      | Udinese Calcio ( Italie)            |
| 10                 | Jay-Jay Okocha       | Bolton Wanderers ( Angleterre)      |
| 16                 | Wilson Oruma         | Olympique de Marseille ( France)    |
| Attaquants         |                      |                                     |
| 17                 | Julius Aghahowa      | Chakhtior Donetsk ( Ukraine)        |
| 4                  | Nwankwo Kanu         | West Bromwich Albion ( Angleterre)  |
| 19                 | Stephen Makinwa      | US Palerme ( Italie)                |
| 9                  | Obafemi Martins      | Inter Milan ( Italie)               |
| 14                 | Victor Nsofor Obinna | Chievo Vérone ( Italie)             |
| 20                 | Peter Odemwingie     | Lille OSC ( France)                 |
| 7                  | John Utaka           | Stade rennais ( France)             |

### Ghana
| N°                 | Nom                 | Club                                             |
| Gardiens de but    |                     |                                                  |
| 1                  | Sammy Adjei         | MS Ashdod ( Israël)                              |
| 16                 | George Owu          | Ashanti Gold                                     |
| 22                 | Philemon McCarthy   | Feyenoord Academy                                |
| Défenseurs         |                     |                                                  |
| 18                 | Abubakari Yakubu    | Vitesse Arnhem ( Pays-Bas)                       |
| 21                 | Issah Ahmed         | Asante Kotoko Kumasi                             |
| 2                  | Aziz Ansah          | Asante Kotoko Kumasi                             |
| 11                 | Francis Dickoh      | FC Nordsjælland ( Danemark)                      |
| 17                 | Daniel Edusei       | Egaleo ( Grèce)                                  |
| 4                  | Samuel Osei Kuffour | AS Rome ( Italie)                                |
| 6                  | Emmanuel Pappoe     | Hapoël Kfar Sabah ( Israël)                      |
| 16                 | John Pantsil        | Hapoël Tel-Aviv ( Israël)                        |
| 5                  | John Mensah         | US Cremonese ( Italie)                           |
| 8                  | Hans Sarpei         | VfL Wolfsburg ( Allemagne)                       |
| Milieux de terrain |                     |                                                  |
| 10                 | Stephen Appiah      | Fenerbahçe ( Turquie)                            |
| 20                 | Baba Adamu          | Krylia Sovetov ( Russie)                         |
| 12                 | Godwin Attram       | Al Shabab Riyad ( Arabie saoudite)               |
| 23                 | Haminu Dramani      | Étoile rouge de Belgrade ( Serbie-et-Monténégro) |
| 7                  | Laryea Kingston     | Krylia Sovetov ( Russie)                         |
| 19                 | Hamza Mohammed      | Real Tamale United                               |
| Attaquants         |                     |                                                  |
| 3                  | Louis Agyemang      | Kaizer Chiefs ( Afrique du Sud)                  |
| 14                 | Matthew Amoah       | Borussia Dortmund ( Allemagne)                   |
| 13                 | Joetex Frimpong     | Enyimba FC ( Nigeria)                            |
| 9                  | Prince Tagoe        | Hearts of Oak                                    |